# AEK Larnaka (Basketball)
AEK Larnaka BC (griechisch ΑΕΚ Λάρνακας) ist die Basketballmannschaft des zyprischen Sportvereins AEK Larnaka aus Larnaka.

## Geschichte
Der Gesamtverein wie auch das Basketballteam wurden 1994 durch den Zusammenschluss zweier Mannschaften aus Larnaka gegründet. 

### Die Vorgängervereine

#### Pezoporikos Larnaka
Der Sportverein Pezoporikos Larnaka (Πεζοπορικός Λάρνακας) wurde 1927 gegründet und stellte erfolgreiche Teams in den Sportarten Fußball, Volleyball und Basketball. Die Basketballmannschaft gewann neun Titel, davon vier zyprische Meisterschaften und fünf zyprische Pokalsiege. Die erfolgreichste Zeit für den Klub war in den frühen 90er Jahren bis zur Auflösung 1994, als Pezoporikos den zyprischen Basketball dominierte und in dieser Zeit dreimal die Liga gewann. Im Europapokal war das Team viermal vertreten. Im Europapokal der Landesmeister scheiterte es in der Saison 1991/92 in der ersten Runde an Virtus Bologna, eine Saison später war erneut in der ersten Runde Schluss. Diesmal unterlag man PAOK Thessaloniki. Zudem startete die Mannschaft zweimal im Korać-Cup, wo sie ebenfalls früh scheiterte.
Erfolge
- 4× Zyprischer Meister (1973, 1991, 1992, 1994)
- 5× Zyprischer Pokalsieger

#### EPA Larnaka
EPA Larnaka (ΕΠΑ, Ένωσις Πεζοπορικού ΑΜΟΛ Λάρνακας) wurde 1930 gegründet und stellte in denselben Sportarten Teams wie Pezoporikos. Während die Fußballmannschaft dreimal Meister wurde, war das Basketballteam weitaus erfolgloser und gewann keinen Titel.

### Fusion zu AEK Larnaka
1994 schlossen sich Pezoporikos und EPA zum AEK Larnaka zusammen. Durch den Titelgewinn von Pezoporikos in der Saison 1993/94 nahm AEK in der Folgesaison am Landesmeisterpokal teil, scheiterte dort in der 2. Runde am FC Barcelona. Es folgten durchwachsene Jahre in der nationalen Liga. 1996 und 2002 folgten noch zwei Teilnahmen am Korac-Cup, in dem das Team erneut früh ausschied. Nach einem Absturz in die Zweitklassigkeit rehabilitierte sich AEK wieder und gehörte 2012 bereits zum Kreis der Favoriten um den Titelgewinn, der allerdings verpasst wurde. In der Saison 2012/13 schaffte es die Mannschaft dann die Meisterschaft zu gewinnen. Die Finalserie gegen den zehnmaligen Meister APOEL Nikosia wurde mit 3:1 gewonnen.

## Halle
Der Verein trägt seine Heimspiele im 3.000 Plätze umfassenden Kition Athletic Center aus.

## Erfolge
(ohne Erfolge der Vorgängervereine)
- Zyprischer Meister (3): 2013, 2015, 2016

## Bekannte Spieler
- Michalis Kakiouzis (2013)
- Goran Jeretin (2013)